# Thalatha sinens
Thalatha sinens là một loài bướm đêm trong họ Noctuidae.